# Rawa Mazowiecka
Rawa Mazowiecka est une ville du centre de la Pologne, chef-lieu de powiat (district), dans la voïvodie de Łódź. Il s'agit de la plus ancienne ville de la région, fondée en 1228. Elle est située sur la Rawka.

## Politique et administration

### Jumelages
| Ville | Ville      | Pays | Pays     |
| ----- | ---------- | ---- | -------- |
|       | Boskovice, |      | Tchéquie |
|       | Nyírbátor  |      | Hongrie  |

## Personnalités
- Halina Konopacka (1900-1989), championne olympique au lancer du disque en 1928, première Polonaise médaillée d'or aux Jeux olympiques.

### Liens externes

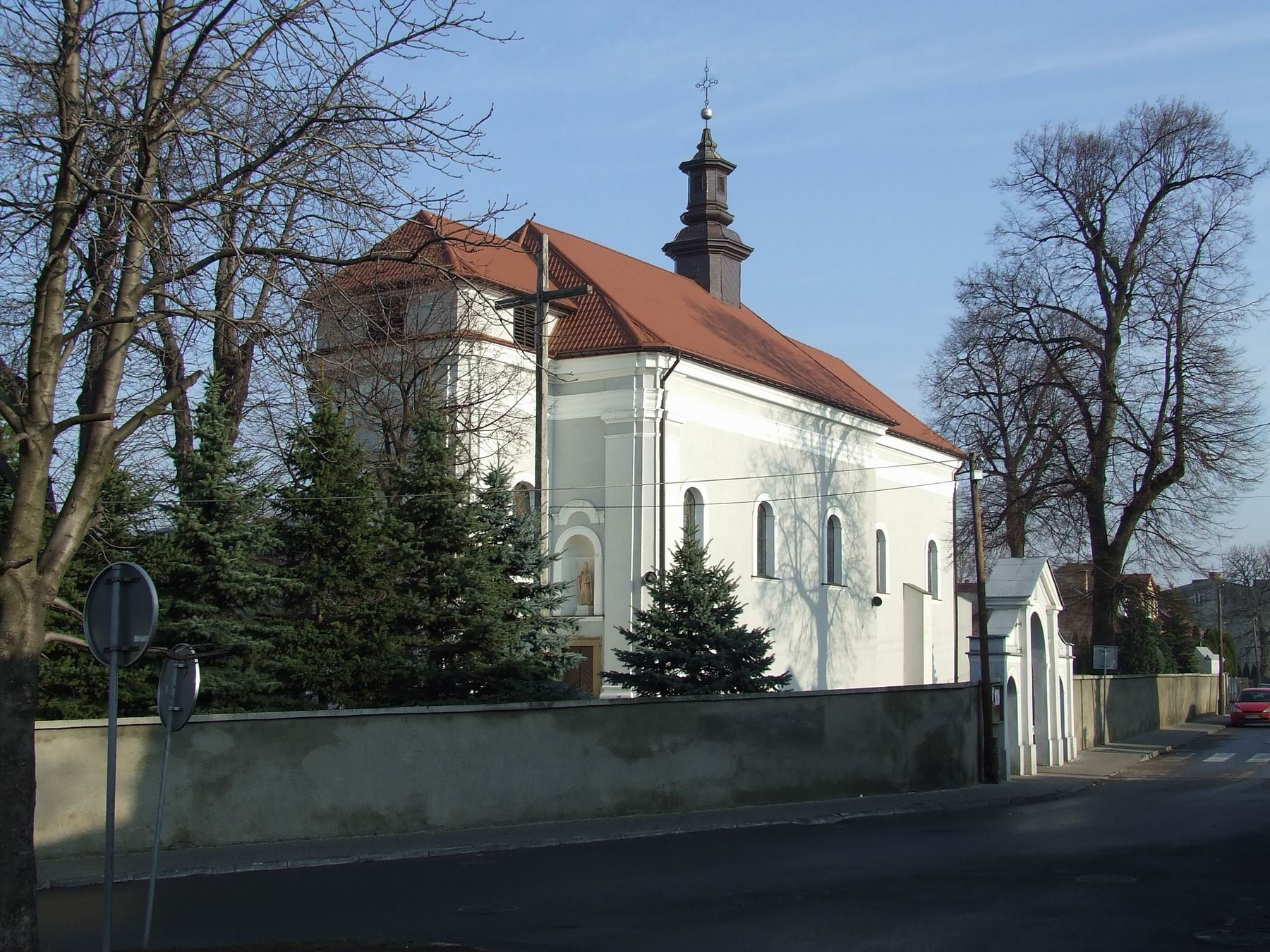
Église des Augustins

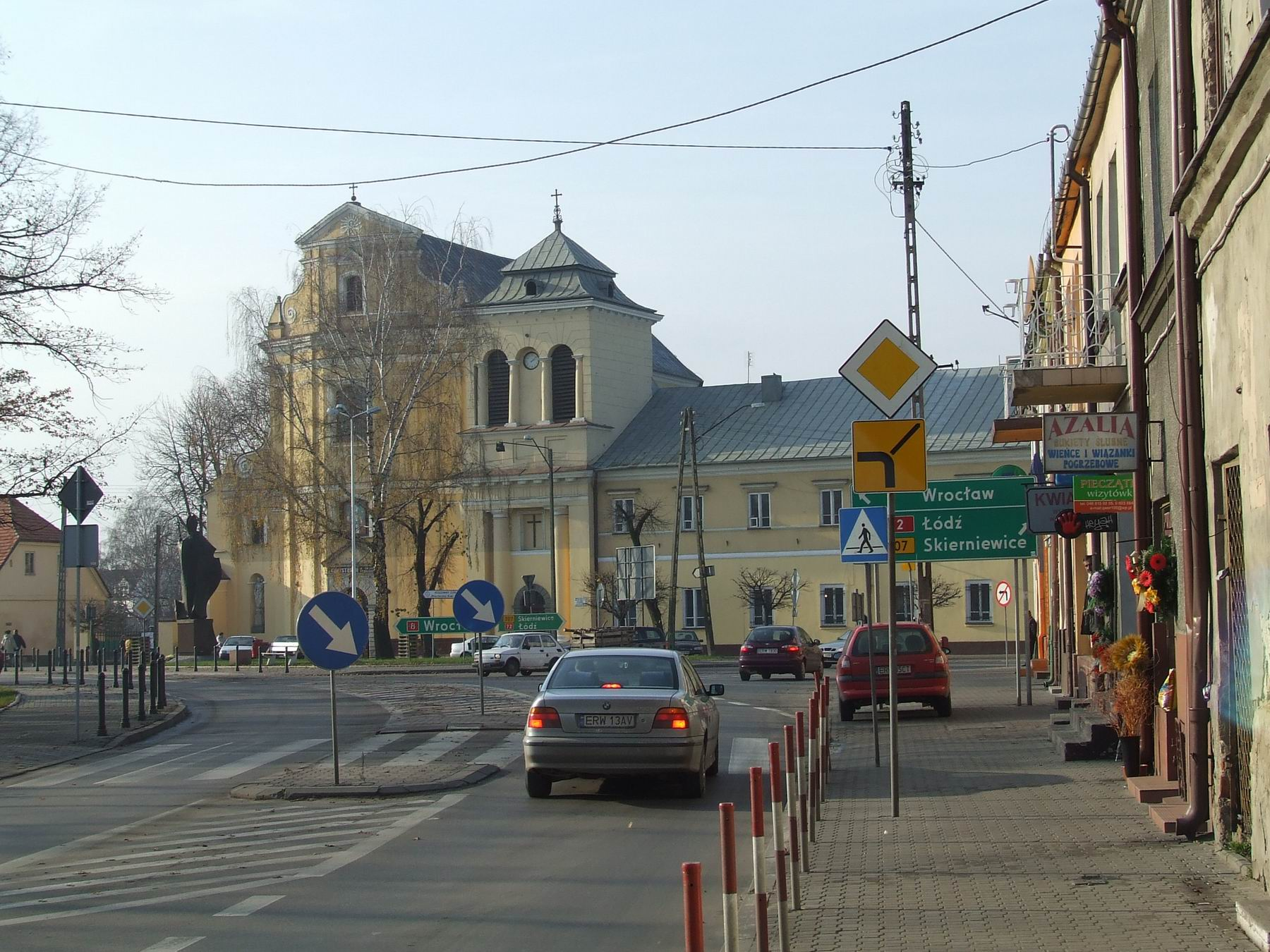
Place Józef Piłsudski